# Leistungsmarsch
Der Leistungsmarsch bezeichnet beim Militär die zu erbringende Marschleistung eines Soldaten innerhalb eines vorgegebenen Zeitraums. Damit soll die Leistungsfähigkeit für Tagesmärsche einer Gruppe bzw. einer militärischen Truppeneinheit erhöht werden. Der Leistungsmarsch ist Teil der zu erbringenden Bedingungen für das Abzeichen für besondere Leistungen im Truppendienst.

## Bundeswehr
Der Umfang eines Leistungsmarsches richtet sich nach den jeweiligen militärischen Vorgaben. Bei der Bundeswehr gab und gibt es verschiedene Leistungsstufen. Derzeit werden drei Stufen unterschieden:
| Stufe I        | Stufe II       | Stufe III        |
| -------------- | -------------- | ---------------- |
| 6 km in 60 min | 9 km in 90 min | 12 km in 120 min |
Der Soldat trägt beim Marsch zu Fuß in der Regel einen Feldanzug gemäß der Anzugordnung für die Soldatinnen und Soldaten der Bundeswehr A1-2630/0-9804. Weiterhin trägt er Gepäck von mindestens 15 kg Gewicht mit sich. Die Zeit von zehn Minuten pro km ist im Schnitt nicht zu überschreiten. Steigungen und Gefälle sollen einander ausgleichen. Angehörige der Marine können anstelle des Marsches Kleiderschwimmen (d. h. bekleidet mit Hose und Jacke, anschließend in Schwimmlage ohne Stützhilfe entkleiden) wählen.
Eine konkrete Dienstvorschrift über Umfang und Häufigkeit gibt es nicht. Darüber entscheidet der Disziplinarvorgesetzte jeder Einheit.

## Leistungsprüfung
Der Leistungsmarsch führt viele Soldaten an die Grenze der Leistungsfähigkeit und bedarf daher regelmäßiger Übung und Trainings. Es kam bei Leistungsmärschen schon zu Todesfällen in Deutschland bei der Bundeswehr und in Österreich beim Bundesheer.

## Historie
Der Umfang für einen Leistungsmarsch sind in der Bundeswehr über die Jahrzehnte unterschiedlich gewesen. Früher waren mindestens zwei Leistungsmärsche im geltenden Kalenderjahr für jeden Soldaten Pflicht. Abstufungen von 20, 25 und 30 km waren möglich. Für das Leistungsabzeichen der Bundeswehr war mindestens ein 30-km-Marsch im Kalenderjahr zu absolvieren. Das Leistungsabzeichen setzte sich damals aus verschiedenen Disziplinen, außer dem 30-km-Marsch zusammen. Der 30-km-Marsch musste innerhalb von höchstens 5 Stunden mit 10 kg Marschgepäck absolviert werden. Je nach Truppengattung waren mehrere 30-km-Märsche im Jahr üblich. In der Einzelkämpferausbildung waren und sind bis heute Leistungmärsche jenseits der 30 km und weit über 10 kg Marschgepäck gängige Praxis. So werden die Soldaten auch noch heute an ihre psychischen und physischen Leistungsgrenzen herangeführt und darüber hinaus. So können die Soldaten auch im Ausnahmezustand, trotz aufgebrauchter Kraftreserven, tragfähige Entscheidungen treffen.